# Simulium tashikulganense
Simulium tashikulganense är en tvåvingeart som beskrevs av Mahe, Ma och Shu Wen An 2003. Simulium tashikulganense ingår i släktet Simulium och familjen knott. Inga underarter finns listade i Catalogue of Life.